# Vicki Peterson

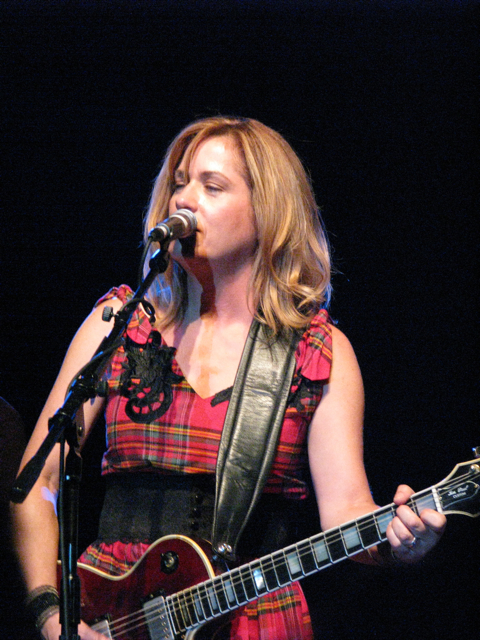
Vicki Peterson (2008)

Victoria Anne Theresa „Vicki“ Peterson (* 11. Januar 1958 in Burbank, Kalifornien) ist eine US-amerikanische Pop- und Rockmusikerin (Gesang, Gitarre). Zusammen mit ihrer Schwester Debbi und mit Susanna Hoffs gründete sie 1981 in Los Angeles die Band The Bangles.

## Leben und Wirken
Die Erfolgsphase der Band begann Anfang 1986 mit dem Titel Manic Monday und dem dazugehörigen Album Different Light. Davon stammte auch der Nummer-eins-Hit Walk Like an Egyptian, der es zum Ende desselben Jahres sowohl in der Bundesrepublik als auch in den Vereinigten Staaten an die Spitze der Charts schaffte. Einen weiteren, weltweiten Erfolg verbuchten die Bangles im Frühjahr 1989 mit der Single Eternal Flame, die von der LP Everything ausgekoppelt wurde. Im Herbst 1989 löste sich die Gruppe offiziell auf.
Nach dem Ende der Bangles spielte Vicki Peterson unter anderem  bei den Continental Drifters sowie den Psycho Sisters und hatte auch einige Soloprojekte. Zudem half sie auf Tour bei den Go-Go’s 1994 für Charlotte Caffey aus.
1999 kam die Erfolgsbesetzung der Bangles wieder zusammen, die im Frühjahr 2003 mit dem Album Doll Revolution ihr Comeback feierten.
Seit Herbst 2003 ist Peterson mit dem US-amerikanischen Musiker John Cowsill verheiratet.